# Peter Sommerauer

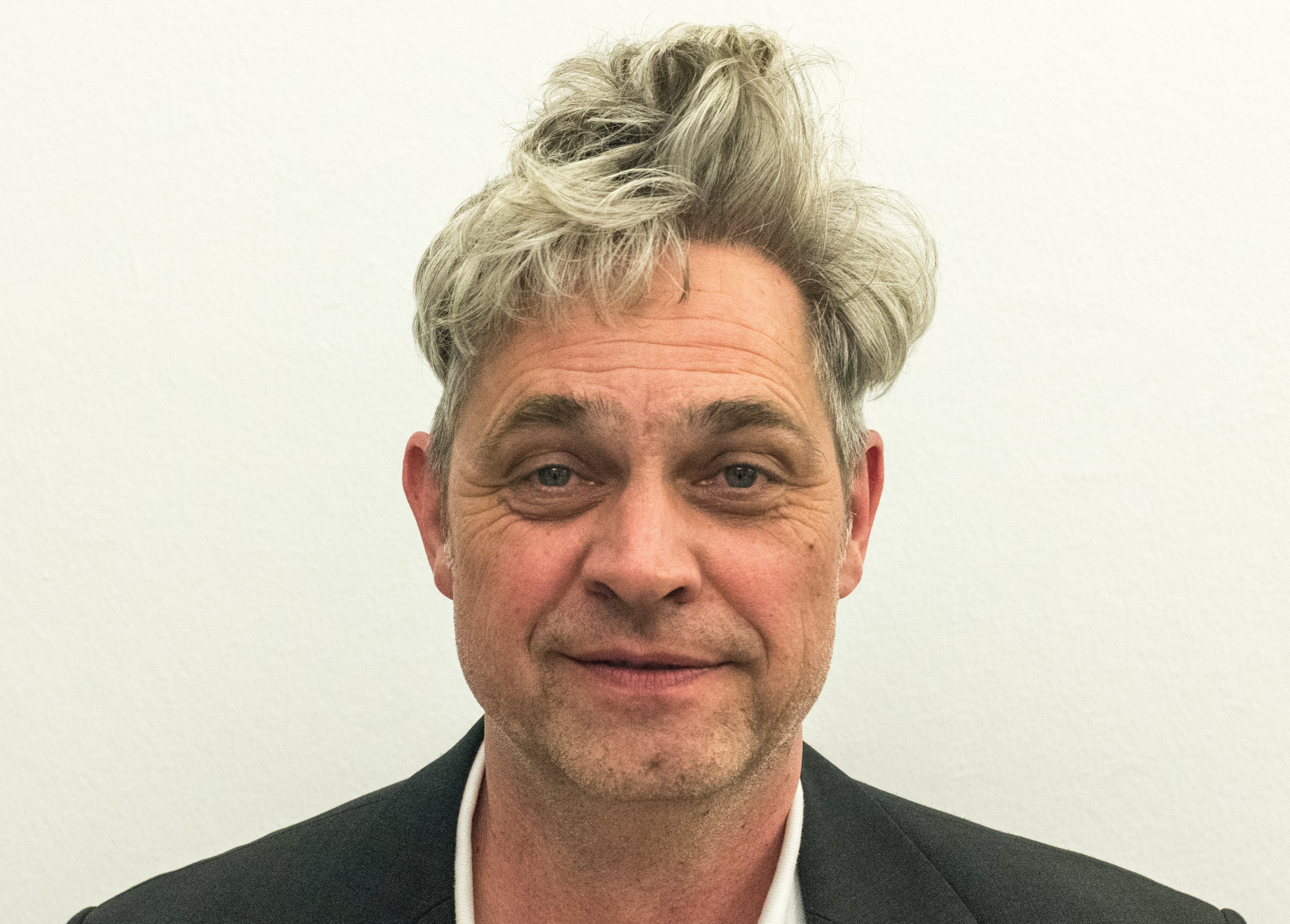
Peter Sommerauer (2018)

Peter Sommerauer (* 1966 in Linz) ist ein österreichischer Architekt, bildender Künstler und Designer. Von 2011 bis 2021 war er Präsident der oberösterreichischen Künstlervereinigung MAERZ.

## Leben und Wirken
Sommerauer absolvierte ein Diplomstudium an der Universität für künstlerische und industrielle Gestaltung Linz von 1988 bis 1994, ein Studium am Department for architecture an der University of East London bei Pascal Schöning 1993/1994 und ergänzend 1995/1996 ein Studium am Design-Labor in Bremerhaven (Francois Burkhardt, Alberto Meda, Florian Fischer und Roger Tallon).
Er ist Mitglied der Künstlervereinigung MAERZ, seit 2003 dort Mitglied des Vorstandes und war von 2011 bis 2021 deren Präsident.

## Ausstellungen (Auswahl)
Peter Sommerauer beteiligte sich seit 1999 an zahlreichen Ausstellungen im In- und Ausland, ist in zahlreichen Katalogen angeführt und kann auf eine Reihe von Einzelausstellungen in öffentlichen und privaten Galerien verweisen, u. a.:
- „NIX“ und „Alles wird gut“ in der Galerie im Stifterhaus in Linz (1999)
- „interdum cogito me esse“ in der Galerie der Künstlervereinigung MAERZ in Linz (2000)
- „THE WHITE SWAN“ Galerie in der Villa Stonborough-Wittgenstein in Gmunden (2003)[2]
- „mission #132“ in der Stadtturmgalerie Innsbruck (2007)

## Kunst am Bau
Mehrere öffentliche Bauwerke bzw. Objekte wurden von Peter Sommerauer in architektonischer und künstlerischer Hinsicht mitgestaltet, u. a.:
- Begehbare Großplastik, Stahlbeton und Cortainstahl, „Romeo + Juliet 1956“ – Gruppe DREI DEE (W. Watzkarsch, H. Karl, P. Sommerauer), Dunaújváros / Ungarn (1993)
- Begehbare Grossplastik, CrNi- und Cortainstahl, Nullmeridian – Gruppe DREI DEE (W. Watzkarsch, H. Karl, P. Sommerauer), Kremsmünster (1994)
- Zwei Wände, hinterleuchtet, Acrylglas-Tiere, Landespflegeanstalt Schloss Gschwendt (2002)
- Fotoarbeit, transparente Ausbelichtung (Diapositiva) in Verbund-Glas, Konzeption über 4 Etagen und den gesamten Treppenverlauf, Volksschule Grein (2007)
- Fotoarbeit in 5 Leuchtkästen, Landwirtschaftsschule Lambach (2009)